# Theth
Theth, Thethi – wieś w gminie Shalë, w północnej Albanii w Górach Północnoalbańskich, położona w okolicach źródeł rzeki Shalë, która w tym swym górnym biegu nosi nazwę Thethit (alb. Luni i Thethit). Wieś położona jest w Parku Narodowym Thethit na wysokości około 700 m n.p.m.. Jest jedną z najbardziej izolowanych osad w Europie. Obecnie staje się głównym ośrodkiem turystyki górskiej w Albanii. We wsi znajduje się zbudowany w 1892 roku Kościół w Theth oraz Muzeum Etnograficzne (dom Lulash Boshi). Jednym z najciekawszych obiektów jest zamknięta wieża zwana wieżą Nikoll Koçeku. Służyła jako schronienie na okres do 15 dni dla sprawcy przestępstwa zabójstwa lub okaleczenia przed karą zwyczajowej zemsty. W czasie tych 15 dni sprawca i jego rodzina miała czas na znalezienie członka starszyzny, który pełnił rolę adwokata, oraz przekonanie rodziny pokrzywdzonego do zaniechania krwawej zemsty - Gjakmarrja.